# L'Escala
L'Escala és un municipi de Catalunya situat a la comarca de l'Alt Empordà, on es troben les ruïnes d'Empúries i la vila medieval de Sant Martí d'Empúries. Al 2021 tenia 10.497 habitants. Forma part del Parc Natural del Montgrí, les Illes Medes i el Baix Ter i del Parc Natural dels Aiguamolls de l'Empordà. Està inscrit a l'Associació de Municipis per la Independència.

## Toponímia
El topònim prové del llatí Scala, denominació comuna a la Mediterrània oriental per referir-se a un port que és refugi habitual d'embarcacions.

## Geografia
- Llista de topònims de l'Escala (Orografia: muntanyes, serres, collades, indrets..; hidrografia: rius, fonts...; edificis: cases, masies, esglésies, etc).

La vila de l'Escala és al sud del golf de Roses, des de l'antiga gola del Fluvià fins al turó de Montgó. Limita amb el terme municipal de Torroella de Montgrí, Albons i Bellcaire d'Empordà (Baix Empordà) amb els municipis de Sant Pere Pescador, l'Armentera, Ventalló i Viladamat (Alt Empordà).
El nucli antic de l'Escala està situat entre la mar Mediterrània i un conjunt de turons dels últims contraforts del nord del massís del Montgrí. Geològicament, el terreny és eminentment calcari, amb restes de llims i argiles més superficials. En el seu terme municipal, proper a la platja de Riells, es troba l'Estany de la Poma.

## Història
Els seus primers pobladors hi van arribar per mar i van fundar-hi l'antiga ciutat d'Empúries, que acull actualment el Museu d'Arqueologia de Catalunya.
Neix al segle xvi com a barri pescador de Sant Martí d'Empúries, al voltant d'un petit port entre les platges d'Empúries i la de Riells, i va passar a ser cap de municipi al segle xviii. El nom de la vila prové del topònim Scala, que designa un port natural per al refugi de barques.

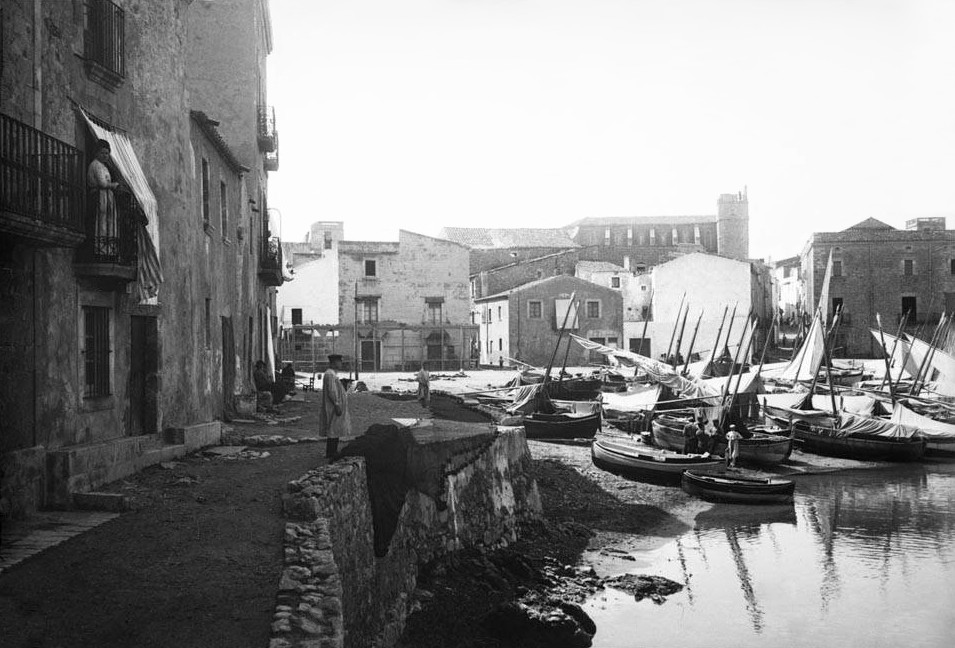
El poble i la platja de l'Escala entre 1900 i 1910.

A principis del segle xx s'inicia una notable activitat política i cultural, amb l'Ateneu d'Art i Cultura (fundat per l'escalenc Lluís Sureda i Paradís (1885-1966), parent i amic de Caterina Albert i Paradís –Víctor Català–), el Centre de Joventut, els grups de sardanes, els Jocs florals. La guerra civil comportà una aturada de tots aquests moviments, i la localitat va ser bombardejada per l'aviació italiana.
L'economia es va mantenir principalment en l'agricultura i la pesca fins a la dècada de 1960, en què l'auge del turisme va fer donar un tomb a l'economia. Les petites empreses van desaparèixer a favor de la construcció, el comerç i la indústria del salaó de l'anxova, que actualment posseeix denominació de qualitat.
En la dècada dels seixanta un fenomen nou farà donar un tomb a l'economia: el turisme.

## Economia
Inicialment, l'economia de la vila es basava en la pesca. La platja de l'Escala es feia servir com a port i la vida de tots els habitants hi girava al voltant. Més modernament, es va construir un port pesquer i esportiu a la zona de Riells. Actualment, l'economia es basa en el turisme, com es pot comprovar per la gran quantitat de cases d'estiueig i hotels. S'aprofiten a fons els paisatges naturals de la vila i les ruïnes d'Empúries.
El producte més característic de l'Escala són les anxoves amb denominació d'origen. És tal la popularitat d'aquest peix que moltes botigues de la vila s'hi dediquen exclusivament.

## Demografia
| Entitat de població | Habitants (2024) |
| l'Escala            | 10.064           |
| les Corts           | 424              |
| Empúries            | 139              |
| Cinc Claus          | 3                |
| Font: Idescat       |                  |

| 1497 f | 1515 f | 1553 f | 1717 | 1787  | 1857  | 1877  | 1887  | 1900  | 1910  |
| ------ | ------ | ------ | ---- | ----- | ----- | ----- | ----- | ----- | ----- |
| 49     | -      | 58     | 390  | 1.838 | 2.642 | 2.607 | 2.629 | 2.515 | 2.687 |

| 1920  | 1930  | 1940  | 1950  | 1960  | 1970  | 1981  | 1990  | 1992  | 1994  |
| ----- | ----- | ----- | ----- | ----- | ----- | ----- | ----- | ----- | ----- |
| 2.494 | 2.462 | 2.504 | 2.475 | 2.451 | 3.117 | 4.048 | 5.406 | 5.178 | 5.178 |

| 1996  | 1998  | 2000  | 2002  | 2004  | 2006  | 2008  | 2010   | 2012   | 2014   |
| ----- | ----- | ----- | ----- | ----- | ----- | ----- | ------ | ------ | ------ |
| 5.266 | 5.942 | 6.285 | 6.398 | 7.455 | 8.795 | 9.829 | 10.387 | 10.508 | 10.143 |

| 2016   | 2018   | 2020   | 2022   | 2024   | 2026 | 2028 | 2030 | 2032 | 2034 |
| ------ | ------ | ------ | ------ | ------ | ---- | ---- | ---- | ---- | ---- |
| 10.400 | 10.417 | 10.244 | 10.520 | 10.429 | -    | -    | -    | -    | -    |

## Llocs d'interès
- Declarats béns culturals d'interès nacional:
  - L'Alfolí de la Sal, del segle xvii. Hi ha un projecte perquè es converteixi en museu i arxiu local.[3]
  - Castell de Cinc Claus.
  - Torres de guaita i de defensa: Torre d'en Montgó, Torre del Perxel, Torre del Pedró i les torres de les Corts.
  - Cementiri vell o cementiri marí.
  - Empúries, gestionat pel Museu d'Arqueologia de Catalunya.[4]
  - Conjunt històric de Sant Martí d'Empúries.
- L'església de Sant Pere.
- Museu de l'Anxova i la Sal.
- Museu de la moto de l'Escala.
- Casa de Pescadors Can Cinto Xuà.
- Casa de Caterina Albert.
- Estany de la Poma.

## Galeria fotogràfica

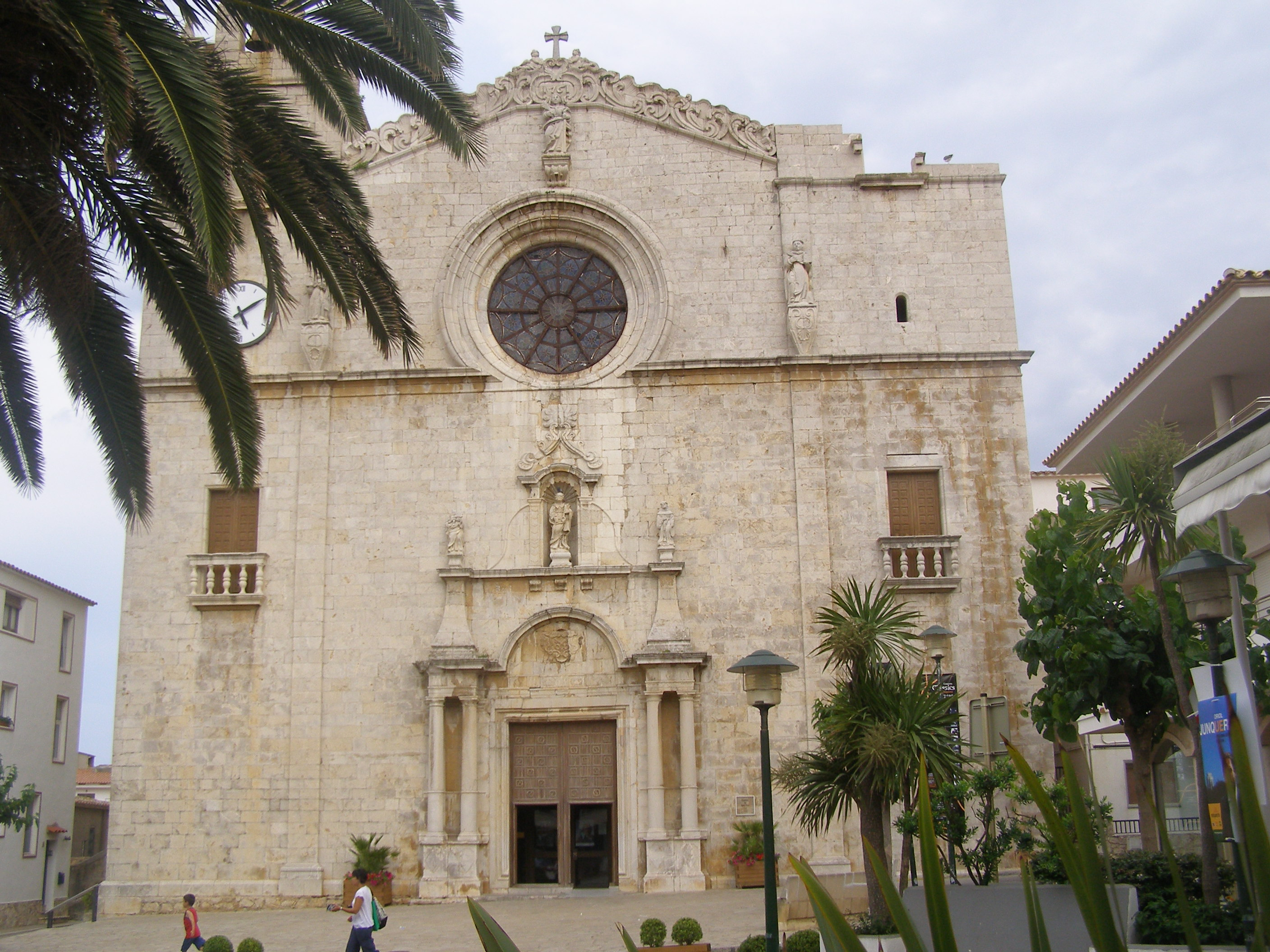
Església de Sant Pere
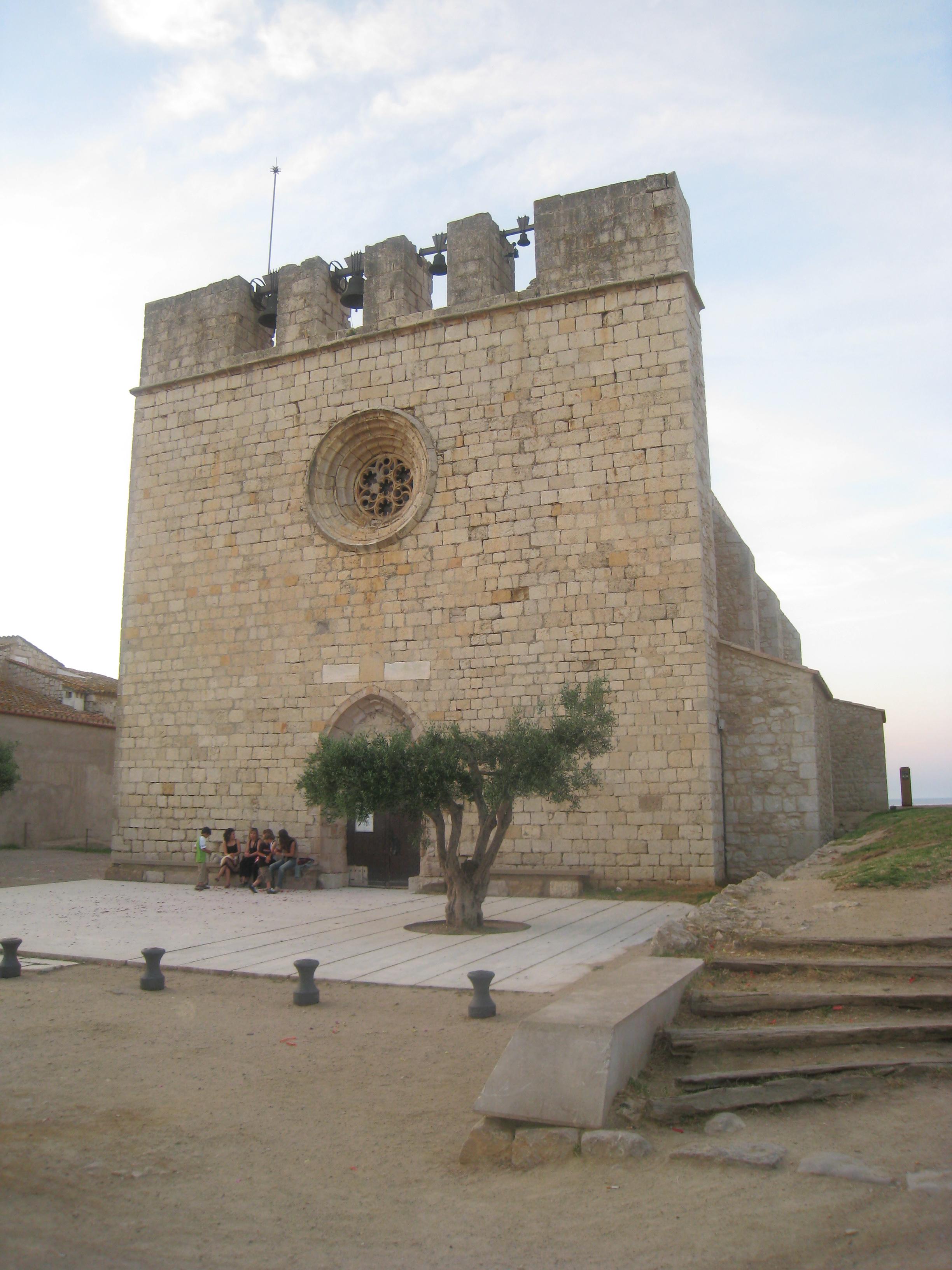
L'Església de Sant Martí d'Empúries
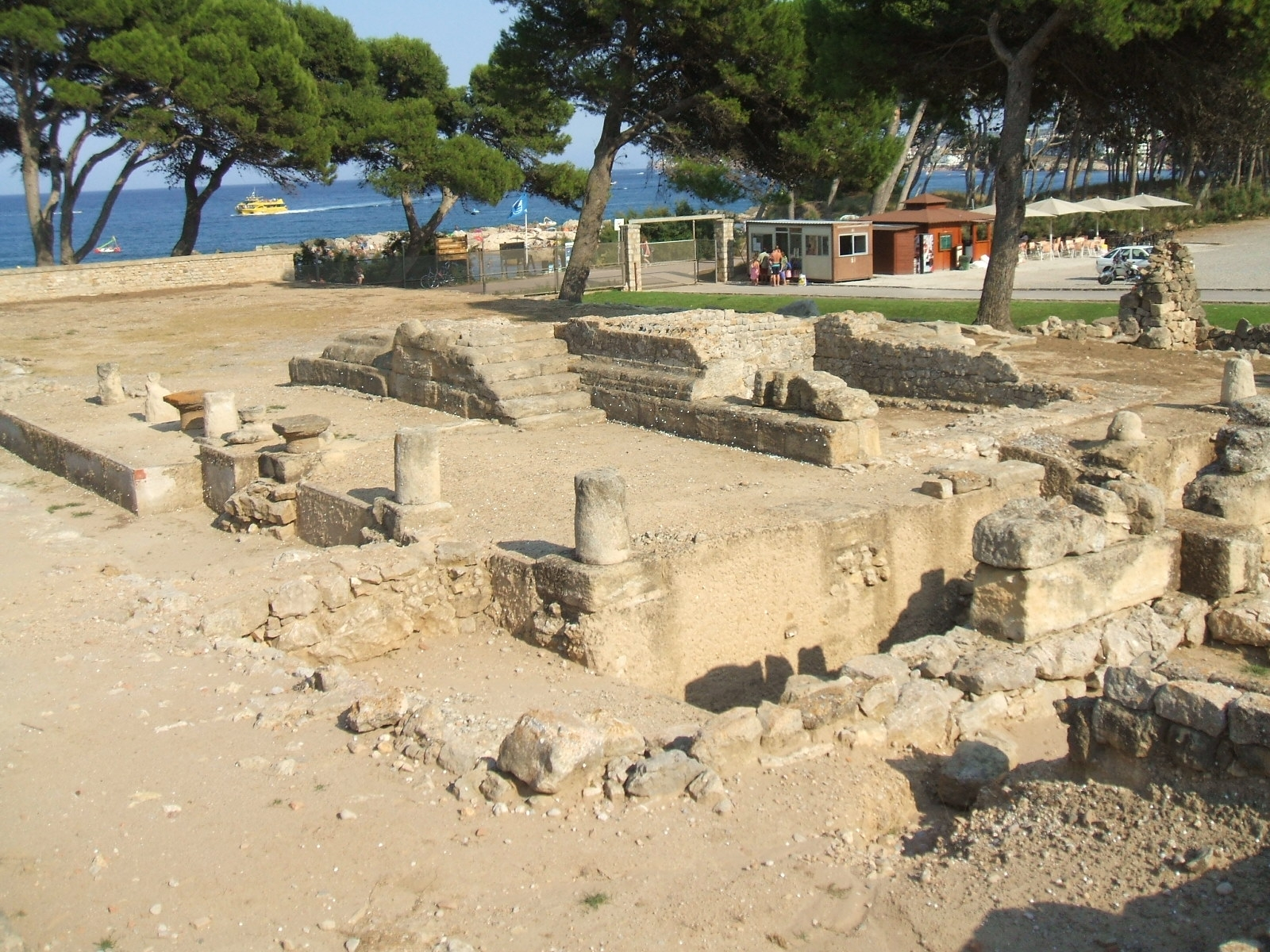
Ruïnes d'Empúries
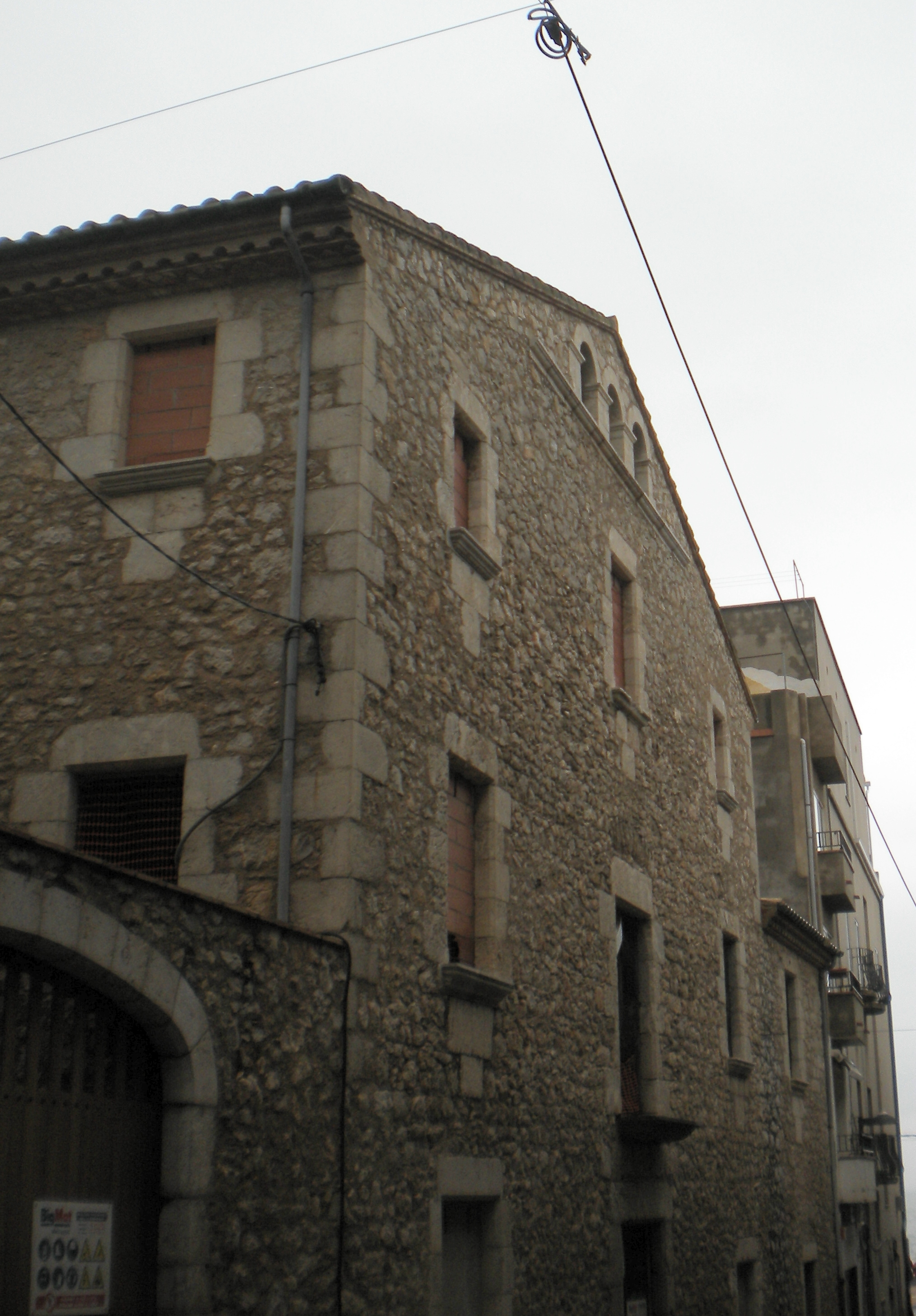
Alfolí de la Sal
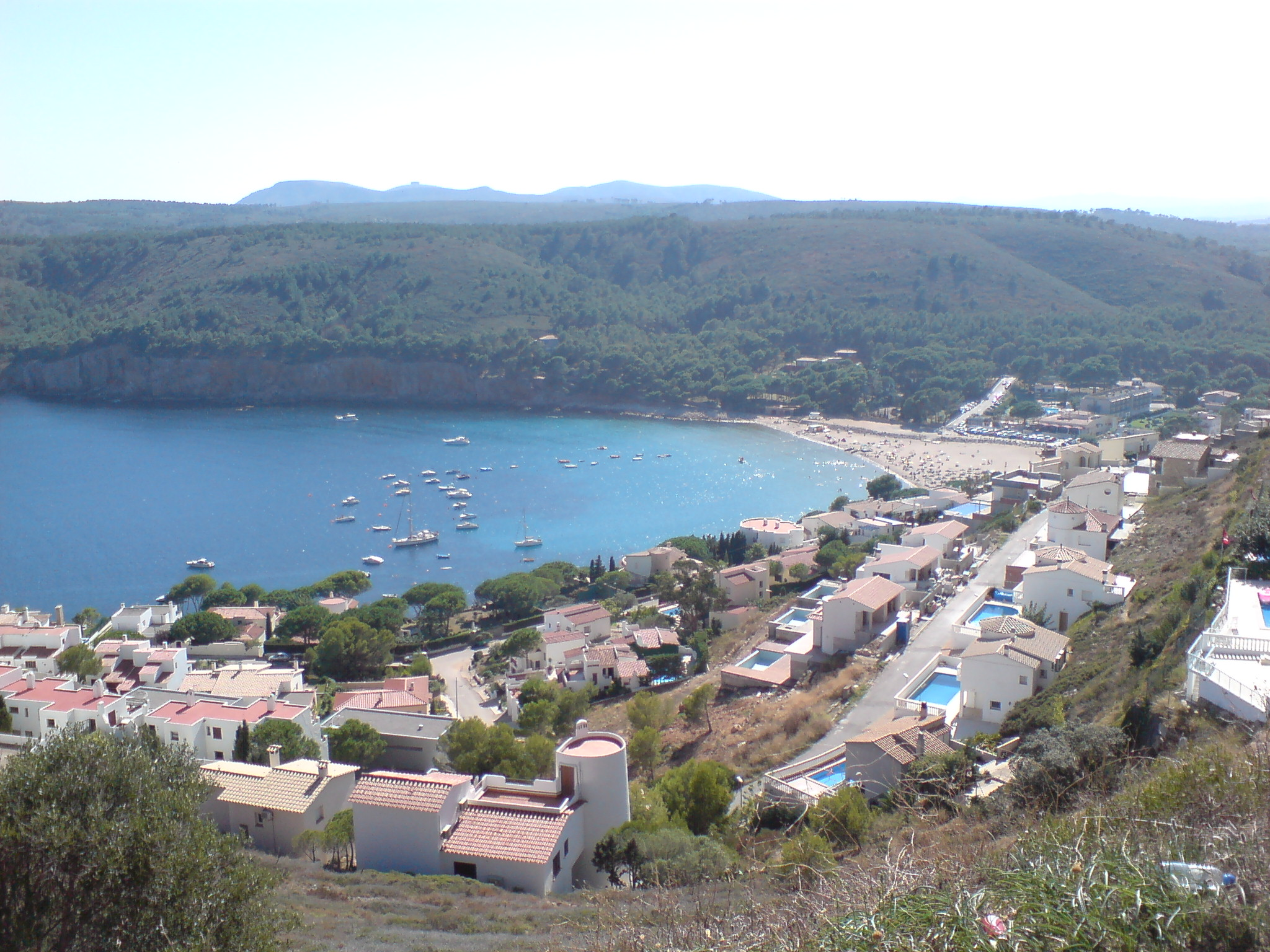
Cala Montgó des del Turó
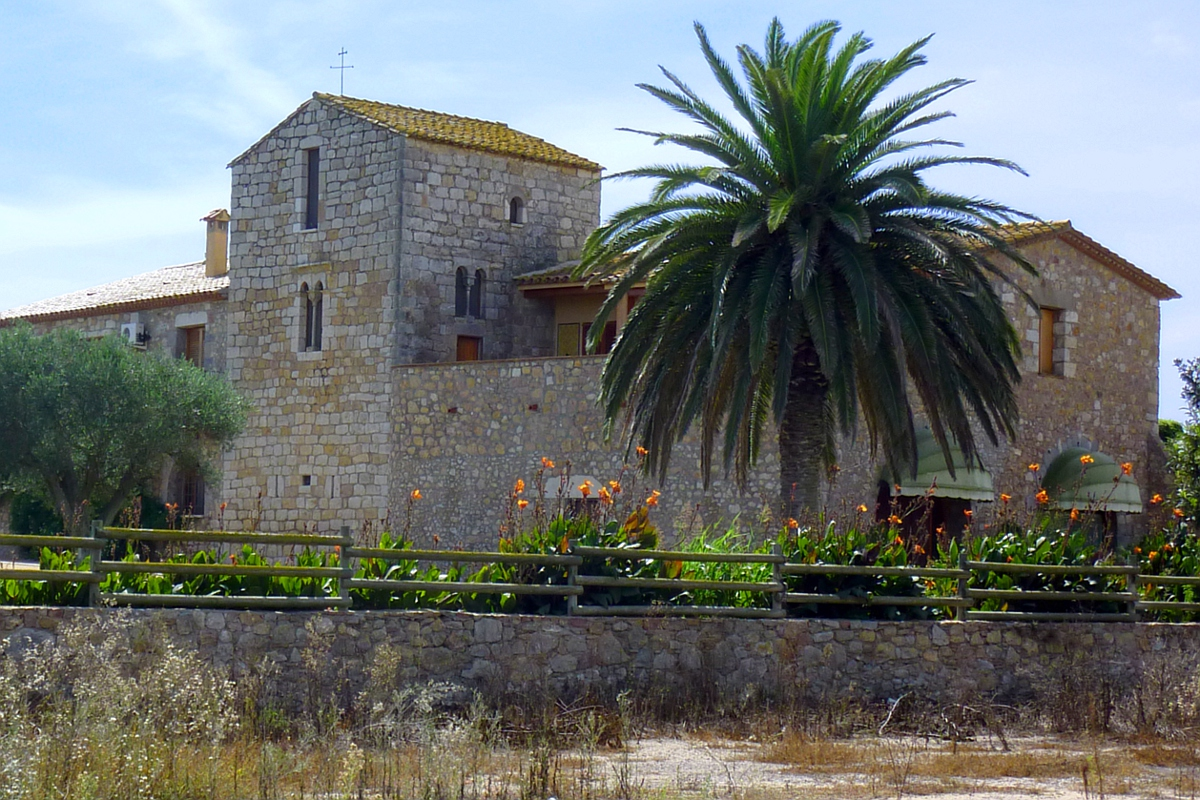
Castell de Cinc Claus
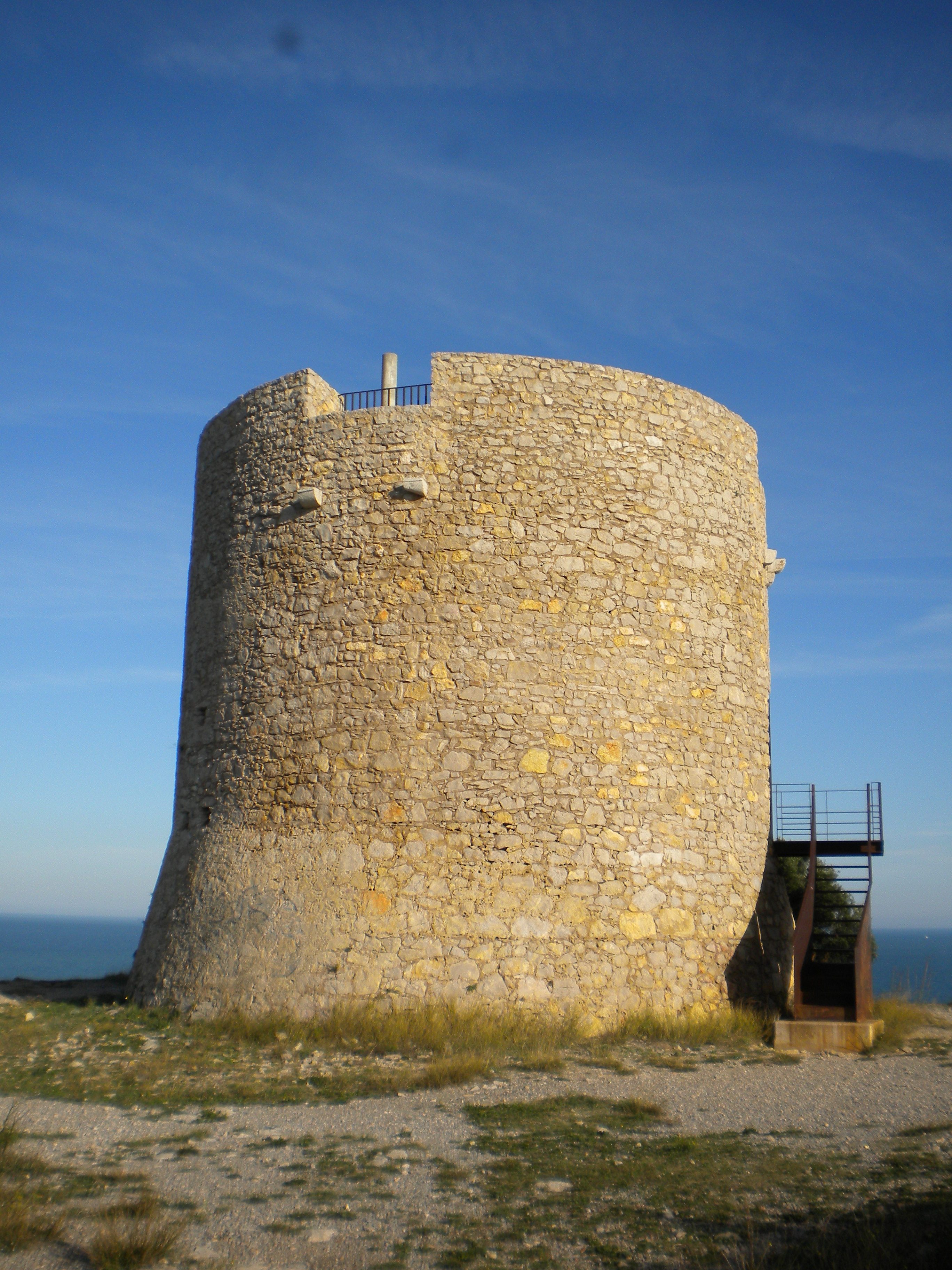
Torre d'en Montgó
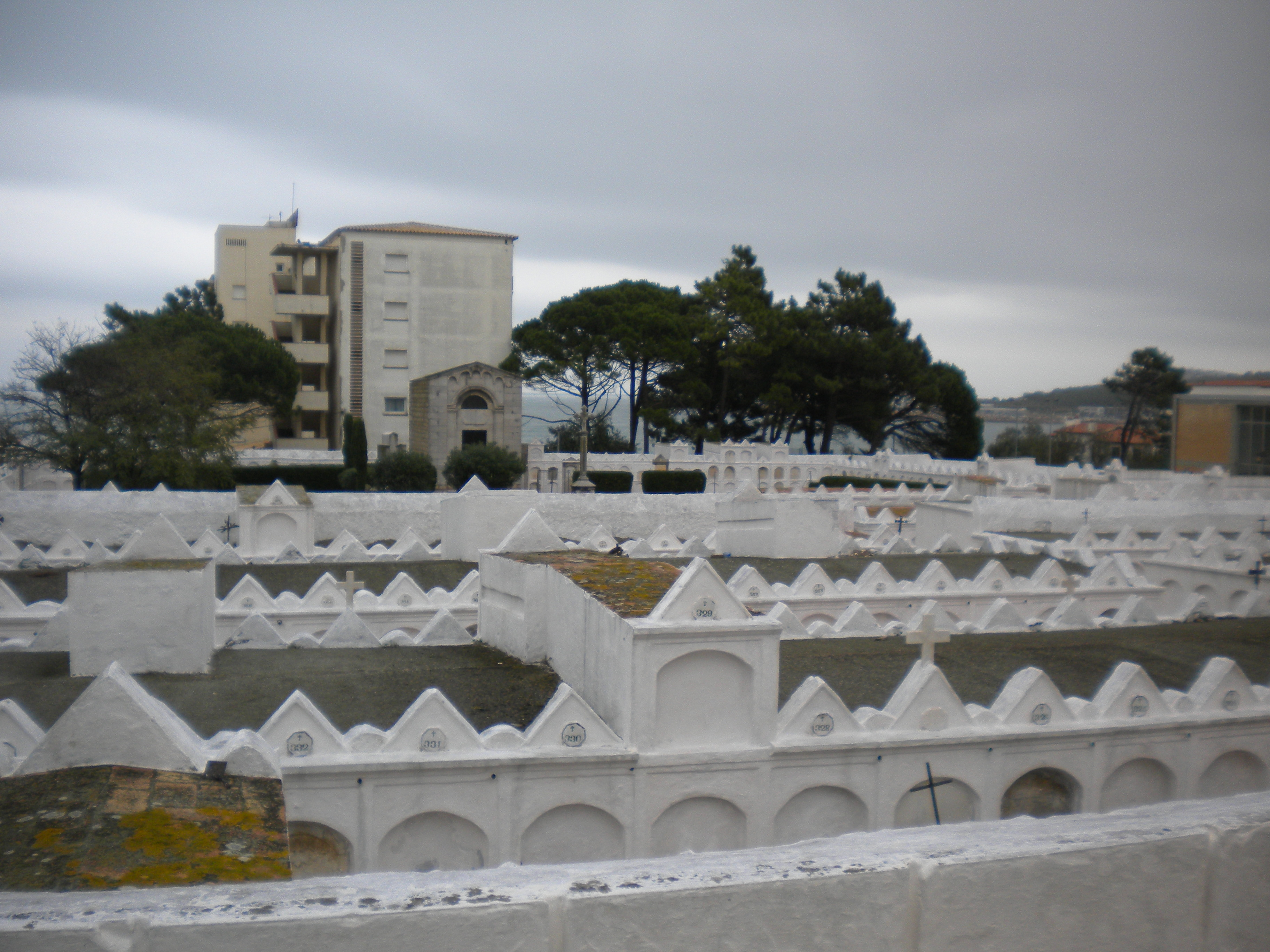
Cementiri vell
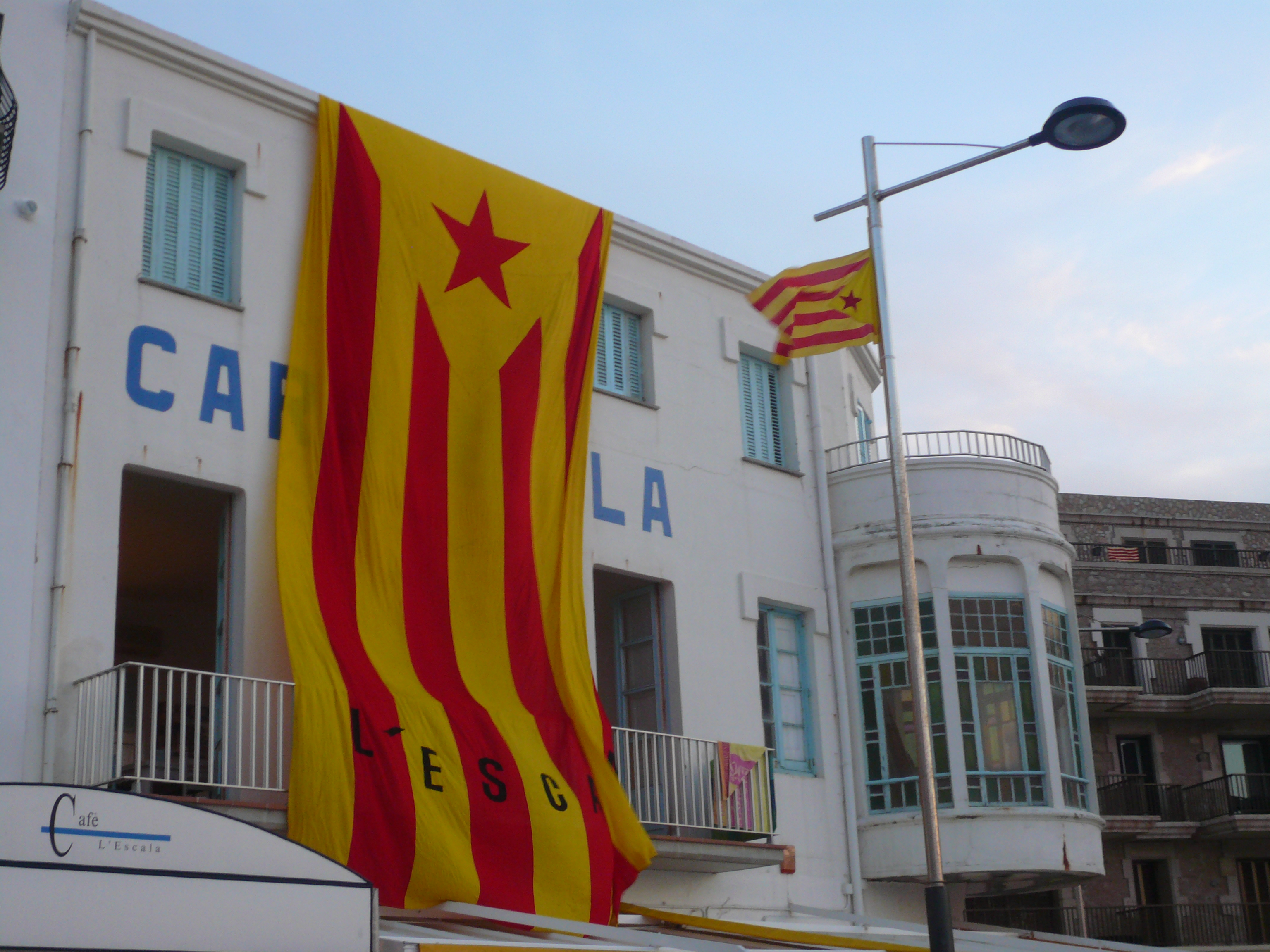
La Caravel·la
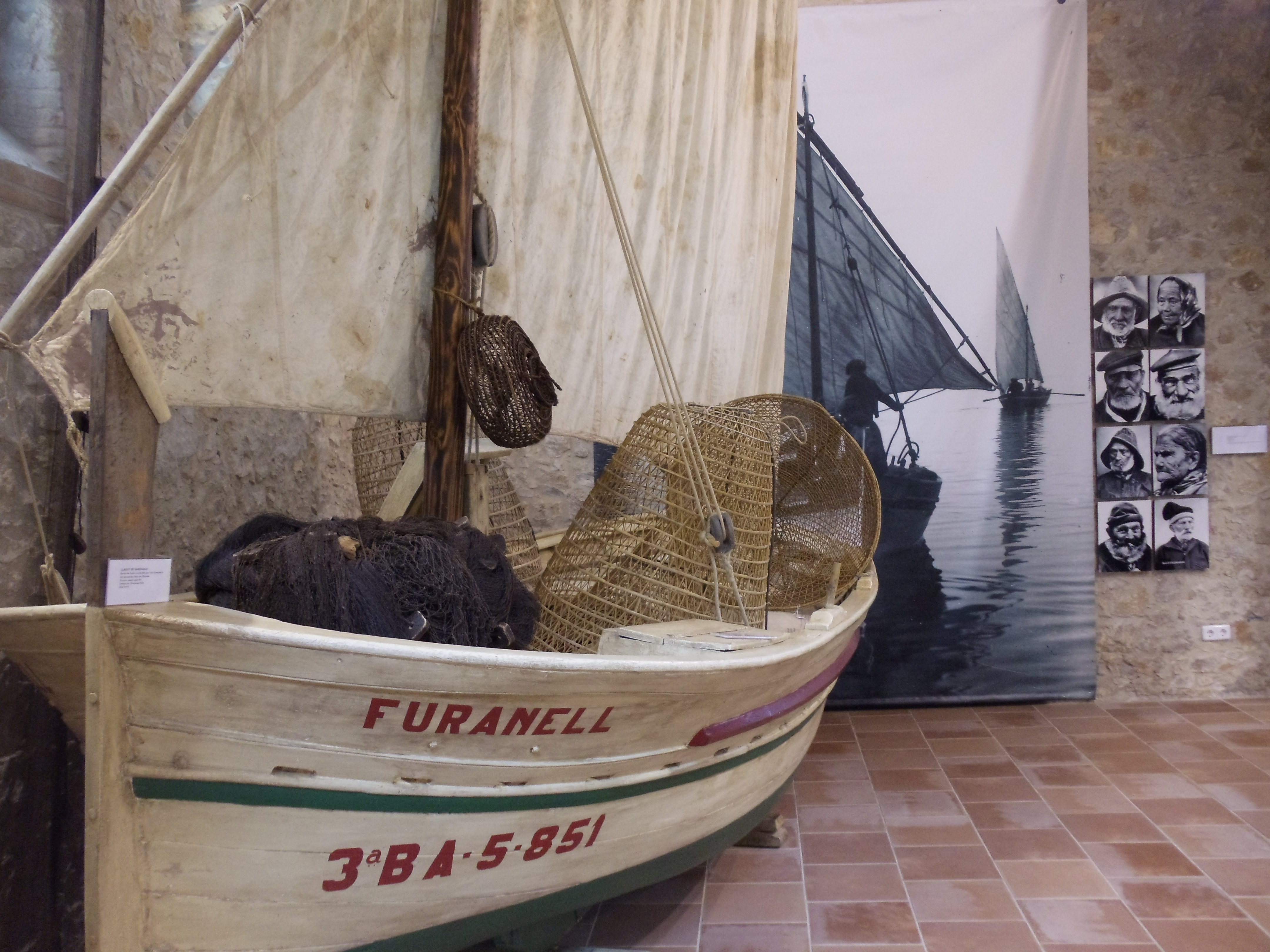
Museu de l'Anxova i la Sal
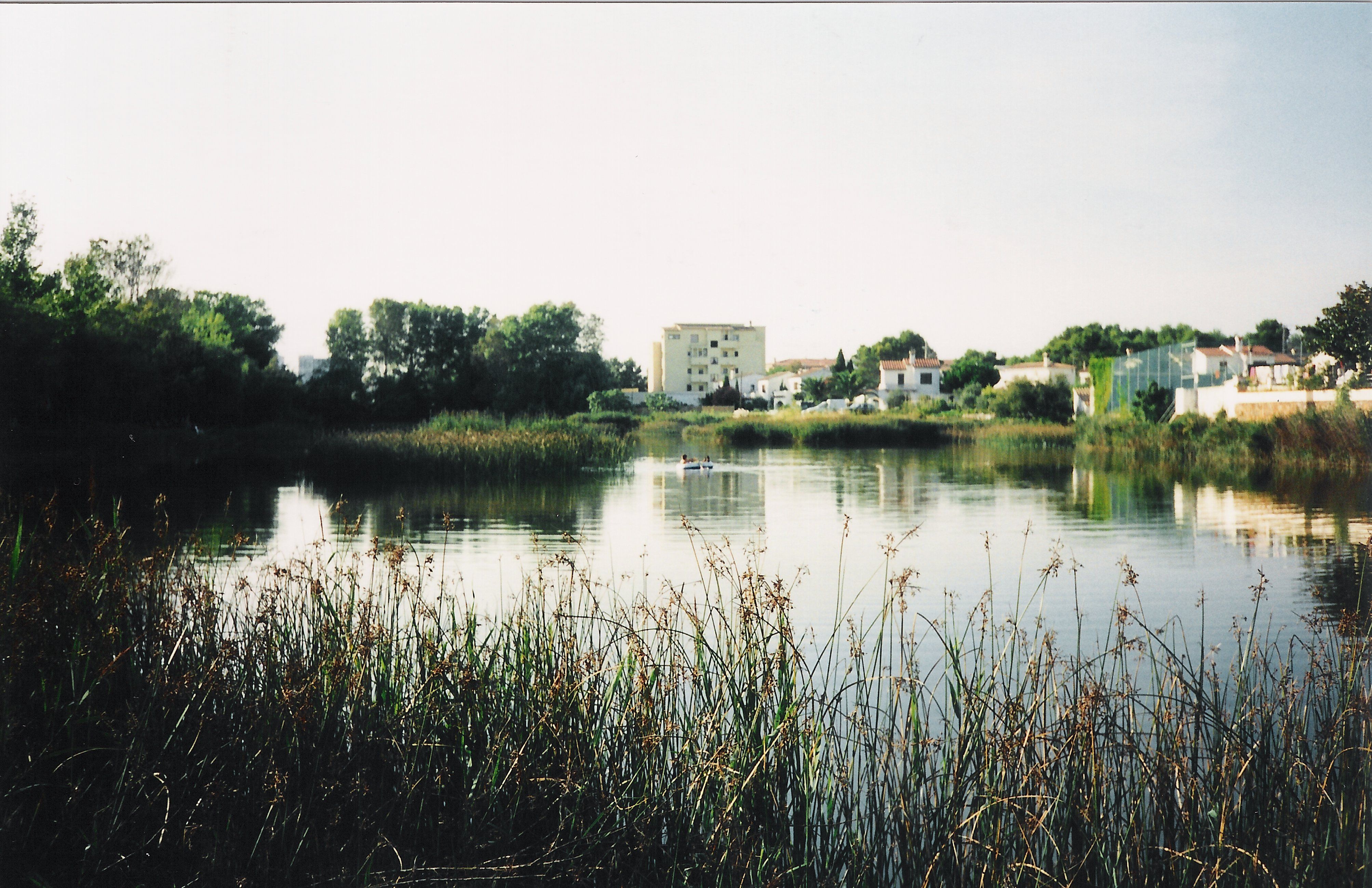
Estany de la Poma

## Llengua
S'hi parla el català septentrional de transició. Vegeu les notes sobre el parlar de l'Escala en "Escorcolls lingüístics" d'Alcover Moll

## Tradicions
- Triumvirat Mediterrani (maig).[6]

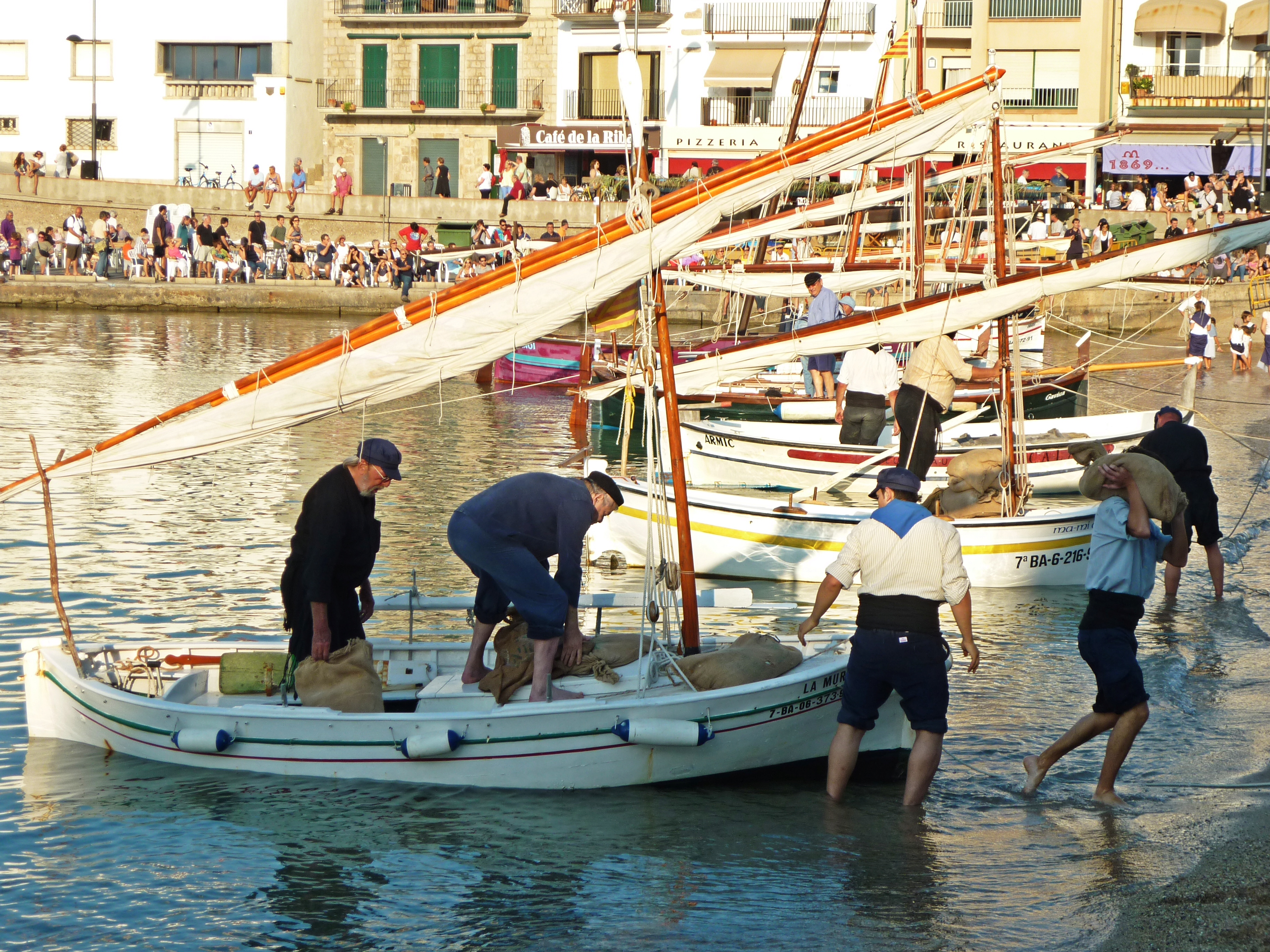
Festa de la Sal

- Festa Petita (29 de juny), Sant Pere, patró de la població.
- Festa del Carme (16 de juliol). Arribada de la Mare de Déu per mar a mans dels pescadors del poble.
- Festa Major (2 de setembre), Santa Màxima, patrona de la població.
- Festa de la Sal (tercer dissabte de setembre).[7]
- Festa de l'Anxova (octubre).[8]

## Platges
De nord a sud:
- Platja del Riuet (límit amb Sant Pere Pescador)
- Platja de Sant Martí - Moll Grec, o d'Empúries
- Platja de les Muscleres o el Convent
- Platja del Portitxol
- Platja del Rec del Molí
- Cala de la Creu
- Mar d'en Manassa
- La Platja (o platja de les Barques)
- Port d'en Perris
- El Codolar
- Platja de Riells
- Cala del Bol Roig
- Platja del Salpatx
- Cala Illa Mateua
- Cala Montgó (ja al terme de Torroella de Montgrí, s'hi accedeix des de l'Escala)

## Muntanyes i turons
- Turo de Montgó
- Muntanya de Vilanera
- Puig Sec

## Esport
Anyalment se celebra la Marató d'Empúries.

## Comunicacions
- GI-632 enllaça la C-31 de Figueres a Palamós
- GI-623 enllaça l'AP-7 a Orriols

## Mitjans de comunicació
- L'Escalenc és una revista bimensual en català creada el març de l'any 1982. El seu principal coordinador és Francesc Xavier Vila Mitjà. També té difusió en el seu àmbit comarcal, l'Alt Empordà.[cal citació]

## Escalencs il·lustres
- L'escriptora Caterina Albert i Paradís, més coneguda pel pseudònim Víctor Català.
- El cantautor Josep Tero.
- El compositor de sardanes Josep Vicens Xaxu (també conegut com l'Avi Xaxu).
- Lluís Albert i Rivas, musicòleg, compositor de sardanes i estudiós de l'obra de la seva tieta Caterina Albert i Paradís
- El pintor surrealista i Alcalde Joan Massanet i Juli
- Josep Maria Guinart i Solà, exalcalde de CIU de l'Escala.
- Ricard Guanter i Flaqué, cronista local.
- Martí Rouret i Callol (Mestre, polític i Diputat al Parlament Català en la 2a República amb Lluís Companys a La Generalitat de Catalunya. Va haver d'exiliar-se a Mèxic, on va morir)